# 天皇特例會見
天皇特例會見（日语：／ Tennō tokurei kaiken */?），指的是外國要人並未依照常規，破例會見日本天皇的情況。
特例會見至今發生過2次，一次為2005年泰國上議院議長特例會見，另一次為2009年中共中央政治局常委、中國國家副主席習近平（中國共產黨排序第6位）的特例會見。
與中華人民共和國副主席習近平的會見在日本已經定為一般通常的「引見」，視為天皇宮中的公務之一，並非與外國元首或君主的「會見」。而「會見」和「引見」並非國事行為，而是定位在公的行為，即和外國賓客而非国家元首的會見，而並非是如日本憲法所述經由內閣建議並承認，反應天皇意思的「國事行為」，该情况下皇室的國際外交，最終責任和解釋是由內閣擔任。

## 2005年泰國上議院議長特例會見
2005年2月16日，日本天皇與泰國上議院議長的特例會見，與「一個月規則」尚差一天。當時因為發生了蘇門答臘大地震以及地震引起的海嘯災難，泰國國內情勢混亂。申請日期雖然已經比謁見預定日期早了一個月，有鑑於泰國國內面臨困難，因而給予異常允許。

## 2009年習近平特例會見

### 特例會見發表前歷程
基于1992年時任中共中央總書記江澤民（當時沒兼任國家主席）和時任中國國家副主席胡錦濤1998年訪問日本時都曾與天皇會見，中国政府希望作為下任中共中央總書記的習近平在2009年訪問日本時亦能會見日本天皇。而中華人民共和國外交部在向日本外務省提出會面申請時已不符合以往的至少一個月前即要申請的慣例（此慣例於後詳述），因此拒絕受理。
當時中國國內的將此結果報導為「日本外務省延遲遞交申請」。之後也改變了訪問行程，不過日本宮內廳長官羽毛田氏於2009年12月11日所舉行的記者會中公開此事，同月14日，日本民主黨的幹事長小澤一郎對於同一位宮內廳長官所做出的回應發表強烈抗議，進而引發媒體大力報導。而在平成16年2月3日（2004年）也曾發生過和「一月規則」抵觸的申請出現，但是當時也是拒絕受理申請。
- 2009年初，中國首先與日本外務省致意，希望日中能夠進行高水準的交流，並試探中國國家領導人訪日的可能性。

- 2009年10月下旬，以定國家副主席習近平說明有意訪日，並希望會見天皇陛下而示請日本外務省。而日本外務省也回覆致意，因為有著一月規則，所以請求中方盡速確認日期。而中方以中央經濟工作會議的原因無法確認日期，回覆日本外務省。

- 2009年11月19日，中國外交部私下通知日本，習近平將於12月中旬訪日，請求日本外務省安排會見。

- 2009年11月20日，中國外交部長楊潔篪和日本民主黨幹事長小澤一郎於日本國會議事堂内商討訪日相關。

- 2009年11月23日，中方正式公開傳達習近平的訪日行程。

- 2009年11月26日，日本外務省致意宮內廳，天皇和習近平會面一事。

- 2009年11月27日，宮内廳以違反「1月規則」為由，無法接受申請。

- 2009年11月30日，日本外務省向日本內閣總理大臣鳩山由紀夫及内閣官房長官平野博文傳答說明「無法會見」。之後日本政府以天皇身體欠安不能會見為由，回覆中國政府。

- 2009年12月4日，小澤民主黨幹事長與鳩山首相在總理大臣官邸內舉行會談。

- 2009年12月7日，鳩山首相向内閣官房長官平野博文表明「這是非常重要的事，能不能做些什麼」指示平野再嘗試交涉，由此看出日本對於中方要求會面的重視。平野内閣官房長官便致電宮内廳長官羽毛田信吾詳細說明：「鑑於日中两國間的重要关系，請務必幫忙」等交涉開始，但是羽毛田氏宮内聽長官以「這是政府加重重視的規矩，只能夠尊重它」等意見表達反對。其後宮內廳再度以「陛下的話健康狀態真的很不萬全」之由說明無法會見。平野官房長官於之後連絡正訪問中國蒙古課長的前日本首相中曾根康弘，並說明事由，中曾根氏示意「了解」。

- 2009年12月8日，小澤民主黨幹事長回電鳩山首相時說出「一定要會見」、「你在幹什麼」、「不要再亂搞，快點做」等話語。

- 2009年12月9日，日本政府再度以「陛下的健康問題真的很難接受會見」之由不斷強調，試著说服中國政府。中國方面表示「如果是出于天皇陛下的健康考虑，那么没有办法（只能放弃会见）」接受了日方的意见。然而小澤民主黨幹事長却再致電給平野内閣官房長官「希望好好落实」等堅持的意見。

- 2009年12月10日，小澤訪中團（民主黨國會議員143名、隨行員・一般參加者等483名）出發前往北京。

- 2009年12月11日，日本政府發表習近平將於12月15日會見天皇。中國外交部也發表非常感謝日本等的善意回應。

- 2009年12月15日，天皇與習近平副主席進行會見。

### 特例會見發表後

#### 宮内廳長官的記者發表會
2009年12月11日，羽毛田宮内廳長官於記者會中表示
「不說是政治利用　怎麼可能」
「憲法中說明天皇的地位意義和其工作，對其的認知是基本」
「根本就是瘋子行為」
「不論政治的重要性，對待外國一律平等是陛下原本就該做的」
「這種事情不能再度發生」
等非常清楚的表態發言。同时以前天皇也说过「天皇的公務行使基準要以公平為主，這非常重要」

#### 鳩山内閣的應對
- 2009年12月14日，烏拉圭總統來日進行拜訪，但是外務大臣岡田克也依然決定將總理大臣官邸周邊以及霞之關街頭只同時懸掛中國國旗和日本國旗（依照原則，外國要人來訪日本時需要掛上來訪國旗）[1][3]。

- 同日鳩山首相發言：「規定是死的，雖然天皇陛下的身體是最優先，但是如有重大要事仍會在允許狀況下讓他會客。同時也有著加深日中關係以及有著未來的發展性的重大意義。相信我的判斷是對的」。

- 2009年12月15日，鳩山首相再度發言：「中國國家副主席有幸能夠來訪，但是在日本發生了這種情況真的是非常抱歉。相信副主席將來有很大機會擔任主席，並再次更歡迎的來訪日本」。
- 同日，國土交通大臣前原誠司發言：「以來自原首相、自民黨的邀請在首相官邸收到，我們不認為我們有扭曲了規範」。
- 金融擔當大臣龜井靜香（國民新黨代表），於內閣會議後記者會中發言：「習近平是下任主席，所以和他會面是當然的，一般公務員沒有立場判決這件事。或是認定這是政治利用」來回覆宮内廳長官羽毛田氏。

- 2009年12月17日，外務副大臣武正公一在記者會上發言：「陛下的立場為日本國民統合的象征，所以這次特例会見是屬公的行為」公開說明這並未國事行為
- 同日，内閣府特命擔當大臣福島瑞穂（社会民主黨代表）發言：「正好此時能作為反省的理由，今後務必嚴守規則並示尊重」。

- 2009年12月18日，外務大臣岡田克也在記者會發言：「國事行為是所謂憲法中所規定的條例，因此本次事件並非國事行為」。

#### 民主黨幹事長　小澤一郎的應對
- 2009年12月14日，小澤氏在記者會上反應：「只不過是個公務員，竟然對於内閣的決定提出疑問是想怎樣，應該自行辭職」如此發言來批評宮内廳長官羽毛田氏。以及「30日規則是誰做的，又不是法律。國事行為是『内閣提議及承認』來實行才是憲法的宗旨，如果真要說是政治利用，那麼天皇陛下是什麼都辦不到」、「陛下的健康狀況真的不好的話應該先由重要度不高的行程開始排除」、「我問過天皇陛下本人，他也說如果真的是因為我們的程序出問題的話那當然要會見」。

##### 宮内廳長官的反論
- 2009年12月14日，宮内廳長官羽毛田回應：「我遵守自官房長官指揮命令的同時也有著守護陛下的立場。沒有辭職的打算」、「陛下的會面成立在與外國的表達（友好親善）如此單純的理念之上。這麼做是為了保護自己的立場及事物是理所當然」、「如果是因政治的重要性而允許了例外發生，那受到我們拒絕的國家又該怎麼辦？他們不重要嗎！？」。

##### 小澤一郎的反論
- 羽毛田宮內廳長官發言後同日，小澤再度發言：「他是想怎麼，仗著天皇的權威在後面當靠山嗎『あいつこそどうかしている。天皇の権威をカサにきている』」。

。
- 2009年12月21日，小澤在民主黨本部的記者會上談到，「憲法規定的國事行為中沒有這種東西」如此，更改了一部份的發言，「憲法的理念與思想是根據天皇陛下的行動是由內閣建議與承認之下實行，同時是日本國的象徵，日本國民統合的象徵，建立在如此的立場之上，而且也必須如此做」「聽了天皇陛下說的，我認為他也很樂意（特例會見）」

#### 連合政權的反應
- 2009年12月13日，日本朝日電視台的節目『サンデープロジェクト』（SUNDAY PROJECT）[7]之中，總務副大臣渡邊周說到：「天皇陛下被用來做為被認為是政治利用的事，我很遺憾」、「現在開始住手停止也好，不要再做就好。如果依照國家大小、經濟力、政治力量的強弱來分別國家優劣，這是絕對不能有的」。

- 社民黨的政審会長阿部知子也評判：「即使是特例，也不能容認」。

- 國民新黨的幹事長代理龜井亞紀子也說：「（擔心受到政治利用的趨向）羽毛田信吾宮内廳長官的說法是很正當的」。

- 原眾議院副議長渡部恒三（前民主黨最高顧問）說道：「政治主導的走向和天皇陛下的問題完全無關。而是關係到日本國家體制的問題，必須慎重看待」、「以過去的太平洋戰爭歷史來考量，政治家絕對不可為了個人利益方便而將天皇當做利用手段」以此發言來批判要求宮內廳准許會見的鳩山首相及首要推手的小澤一郎。

#### 在野黨的反應
- 2009年12月12日，前首相安倍晉三認為，歴代自民党政權始終嚴守「1月規則」，「不論是多重要的人，都不能有例外，對於含有政治和外交意味的行事在交付給陛下前都應三思而且自制（會見請求階段所述）」「因為小澤一郎幹事長訪中團受到胡錦濤主席超常理的大款待才做出此承諾的，事實不就是如此？」等等，發表如此的批判。

之後於12月14日再度發言：「民主黨的小澤一郎幹事長、鳩山由紀夫首相並非為了國家利益而是自己才打破了規則，正因此天皇陛下被斷定為受到政治利用，但這也是不得已的。現在還來得及撤銷會面的預定」。
- 2009年12月12日，自由民主黨政調會長石破茂發言：「不論大國或小國，接待方式都應相同才是日本皇室應用的態度。只憑首相、官房長官、小澤氏的意思而做出動作並非正確，皇室不是外交的利用器具」。

- 2009年12月12日，公明黨幹事長代理高木陽介發言：「日中關係是非常重要沒錯，但是不能因為國家大小來決定是不是尊重規則。小澤幹事長的訪中行與胡錦濤主席會面，自然會流出這是為了回應對方的看法。」

#### 大眾傳媒的反應
- 『産經新聞』於2009年12月11日批判，「以“政治主導”的名義為主的“天皇陛下的政治利用”」、「因為陛下接見要人也要有自身準備的必要才有了1月規則。這開啟了惡質例子」。

- 『毎日新聞』批判，接受鳩山意見的平野内閣官房長官「考慮到日中關係的重要性，務必特別幫忙」並提及宮内廳長官的請求「很有可能是天皇的政治利用」。

- 『西日本新聞』批判，鳩山指示的背後有著小澤民主黨幹事長的強烈影響，為了誇示小澤訪中和中國的“蜜月關係”，「產生了“天皇的政治利用”懷疑前應該要先聽取宮內廳的控訴，被嚴守的規範就是曾經有著脫離正軌被政治利用的慘痛教訓」。

- 『讀賣新聞』批判，「天皇陛下有著會被政權利用的可能性所以要謹慎處理，這種基本在現在的政權居然會不知道」。

- 『中日新聞』說到，「和習近平的會見有助日中親善」。不過，「有被政治利用的懷疑所以應該謹慎處理」，並批判「不成熟的政治」。

#### 日本國外的報導
- 中國公營國際先驅導報報導「鳩山首相為了中國強行力勸天皇陛下打破慣例」「宮內廳主張慣例居然也是鳩山改革的目標之一」。

- 中國人民日報報導「鳩山政權將日中關係確實的朝向良好方向」。

- 美国美联社報導「鳩山首相利用權力將政治導入皇居」。

- 英國路透社也有報導日本在野黨的相關抗議。

- 法國法新社也對強制打破慣例而發表批判。